# Analyse morphosyntaxique
Pour les articles homonymes, voir Analyse.
En grammaire, analyser un segment de discours consiste à évaluer, d'une part la forme (morphologie flexionnelle), d'autre part la fonction (syntaxe) de ses éléments constitutifs.

## Analyse traditionnelle
Traditionnellement, l'analyse du discours est effectuée à un triple niveau : au niveau du mot, au niveau de la proposition, au niveau de la phrase.

### Analyse du mot (ou analyse grammaticale)
- La catégorie d'un mot est le premier élément qui doit être identifié pour une analyse grammaticale, c'est-à-dire une analyse du mot en tant que tel, indépendamment des autres mots qui suivent ou qui précèdent.
- À la catégorie du mot, on doit ajouter, la forme grammaticale, c'est-à-dire le genre, le nombre et la personne (pour les espèces qui possèdent ces éléments). Enfin, et plus particulièrement en ce qui concerne les verbes, il convient de mentionner différents éléments, tels que : le mode,  le temps et la voix.

### Analyse de la proposition (ou analyse fonctionnelle)
- Traditionnellement, la proposition est considérée comme le premier niveau d'organisation du discours : dans une proposition, les mots s'articulent autour du verbe qui en constitue le noyau.
- Le deuxième élément qui doit être analysé est donc la fonction du mot, ce qui revient à mettre en évidence son lien par rapport à d'autres mots de la proposition. Analyser la fonction des mots, soit effectuer une analyse des divers constituants d'une proposition, consiste donc à identifier les divers satellites du verbe.

### Analyse de la phrase (ou analyse logique)
- Le second niveau d'organisation du discours est constitué par l'articulation des différentes propositions d'une même phrase complexe.
- L'analyse des différentes propositions composant une phrase est appelée analyse logique. Cette dernière revient donc à déterminer les relations entre les différentes propositions : coordination ou subordination.

## Analyse des groupes fonctionnels
On prend l'habitude aujourd'hui, de découper la phrase non plus seulement en propositions et en mots, mais en syntagmes ou groupes fonctionnels. Par groupe fonctionnel, il faut entendre : un ensemble de mots, associé à une seule catégorie, une seule fonction, mais « susceptible d'être divisé en d'autres groupes » (des sous-groupes, en quelque sorte).
- Nous aurons donc, d'une part, une analyse de la phrase vers le mot (division des groupes en sous-groupes), d'autre part, une analyse du mot vers la phrase (réunion d'unités afin de former des groupes).
- Une fois éliminés les éléments =3, une analyse conforme aux principes énumérés ci-dessus pourra être effectuée.
- Au sommet de la pyramide syntaxique se trouve la phrase (c'est-à-dire le groupe verbal principal). À l'opposé, à la base de la pyramide, se trouvent les catégories non divisibles (mots simples ou composés). Entre la base et le sommet, se trouvent différents groupes fonctionnels, ou syntagmes, pouvant être le cas échéant enchâssés les uns dans les autres.
- Chaque groupe comprend toujours un noyau ainsi qu'un ou plusieurs satellites ; ces satellites pouvant être des catégories simples (donc, indivisibles), mais également, des sous-groupes (structurés comme le groupe supérieur). Ainsi, une analyse pourra s'effectuer de deux façons, de bas en haut ou de haut en bas.

### Analyse ascendante
De la base vers le sommet, il s'agit, à partir des catégories simples, de combiner celles-ci afin de reconstituer les divers syntagmes de la phrase, en d'autres termes :
- rechercher les fonctions des catégories simples (c'est-à-dire rechercher le noyau dont chacune de ces catégories constitue un satellite) ;
- identifier chaque groupe (organisé autour d'un noyau) ;
- rechercher la fonction de chaque groupe ;
- … et ainsi de suite, jusqu'au sommet de la pyramide, c'est-à-dire la phrase, organisée autour de son noyau (le verbe principal).

### Analyse descendante
Du sommet vers la base, il s'agit, à partir de la phrase, de dissocier les divers groupes qui la constituent, afin de retrouver les catégories simples, en d'autres termes :
- rechercher le noyau de la phrase (le verbe principal), ainsi que ses satellites (catégories simples ou groupes) dont on analyse les fonctions respectives ;
- pour chacun des groupes, rechercher le noyau ainsi que les satellites et leurs fonctions ;
- repérer les groupes inférieurs ;
- … et ainsi de suite, jusqu'à la base de la pyramide, c'est-à-dire les catégories simples dissociées de leurs groupes respectifs.

Parmi les éléments constitutifs d'un groupe (nominal ou verbal), on peut retrouver, se rapportant au noyau dudit groupe, un nouveau groupe verbal, de statut inférieur. Ce second groupe verbal, ou proposition, dite subordonnée, constitue un enchâssement, un emboîtement, une inclusion, dans le groupe supérieur.
Le chat dort profondément sur le canapé depuis que tu es parti.
Le syntagme verbal « depuis que tu es parti » est une proposition subordonnée conjonctive, satellite du verbe « dort ».
Le chat que j'ai recueilli, dort profondément sur le canapé.
Le syntagme verbal « que j'ai recueilli » est une proposition subordonnée relative, satellite du nom « chat ».

## Analyse automatique

### Langues analytiques
L'analyse suit plus ou moins le schéma traditionnel, et distingue analyse lexicale pour le mot, et analyse syntaxique pour l'articulation des phrases. Les locutions demandent un traitement complémentaire.

### Autres langues
Pour les langues flexionnelles, agglutinantes ou synthétiques, on parle d'analyse morphosyntaxique, car la forme du mot l'emporte sur sa position pour déterminer sa fonction, et son contenu peut correspondre à un énoncé complexe. L'analyse du mot devient alors primordiale.

### Analyse transphrastique
La traduction automatique amène à considérer le paragraphe plutôt que la phrase, pour résoudre notamment les ambiguïtés de référence.
Le chat dort sur le vieux banc. Il faudra le chasser / repeindre 
Chat et banc étant masculin, c'est le verbe final qui fixe ce que le désigne.
The baker opened the old shop. He/she was very young".
Le pronom personnel de la dernière phrase fixe le genre du sujet de la première.

## Sujets connexes
- Liste des notions utilisées en linguistique
- Genre grammatical
- Mot
- Nombre grammatical
- Personne grammaticale
- Phrase
- Syntagme
- Syntaxe